# Kwas α-aminomasłowy
Kwas α-aminomasłowy (AABA, 2-ABA) – organiczny związek chemiczny z grupy aminokwasów. Jest izomerem kwasu gamma-aminomasłowego. Należy do tzw. α-aminokwasów niebiałkowych, nie wchodzi w skład białek. Występuje w dwóch odmianach enancjomerycznych. Szkielet kwasu α-aminomasłowego występuje w wielu biologicznie czynnych związkach organicznych, np. w fosfinotrycynie.